# Kardoskút
Kardoskút là một thị trấn thuộc hạt Békés, Hungary. Thị trấn này có diện tích 76,58 km², dân số năm 2010 là 897 người, mật độ 12 người/km².